# Орлов Олег Євгенійович
Оле́г Євге́нійович Орло́в (23 липня 1974 — 4 квітня 2016) — солдат Збройних сил України, учасник російсько-української війни.

## Життєпис
Народився 1974 року в селі Катюжанка (Вишгородський район, Київська область). З 2005 року працював в центральній районній котельні Енерго-виробничого центру (ЕВЦ) ДСП «Чорнобильський спецкомбінат» слюсарем з ремонту та обслуговування котельного обладнання.
Мобілізований 21 квітня 2015 року; солдат 11-го окремого мотопіхотного батальйону «Київська Русь».
4 квітня 2016-го загинув під час мінометного обстрілу між Новозванівкою та Калиновим (Попаснянський район), ще троє вояків зазнали поранень.
6 квітня 2016 року похований в селі Катюжанка Вишгородського району.
Без Олега лишились дружина та двоє дітей.

## Нагороди та вшанування
- указом Президента України № 291/2016 від 4 липня 2016 року «за особисту мужність і високий професіоналізм, виявлені у захисті державного суверенітету та територіальної цілісності України, вірність військовій присязі» — нагороджений орденом «За мужність» III ступеня (посмертно)[1].
- 3 квітня 2017 року у місті Чорнобиль на території ДСП «Чорнобильський спецкомбінат» відкрито меморіальну дошку на честь Олега Орлова.
- 10 вересня 2020 року рішенням Вишгородської міської ради № 67/3 присвоєно звання «Почесний громадянин міста Вишгород» (посмертно).[2]